# Syncopy Inc.
Syncopy Films Inc. — британська компанія з виробництва кінофільмів. Розташована в Лондоні, Англія. Компанію заснували кінорежисер, сценарист і продюсер Крістофер Нолан та його дружина Емма Томас. Назва «Syncopy Films» походить від англійського слова «syncope», медичного терміну, що означає непритомність, зомління або втрата свідомості.

## Фільмографія
| Рік      | Назва                     | Режисер         | Компанія-співвиробник                                           | Дистриб'ютор(и)                     | Касові збори (в $) | Пос.   |
| -------- | ------------------------- | --------------- | --------------------------------------------------------------- | ----------------------------------- | ------------------ | ------ |
| 2005     | Бетмен: Початок           | Крістофер Нолан | Legendary Pictures / DC Entertainment                           | Warner Bros.                        | 374 218 673        | [ 3 ]  |
| 2006     | Престиж                   | Крістофер Нолан | Touchstone Pictures / Newmarket Films                           | Buena Vista Pictures / Warner Bros. | 109 676 311        | [ 4 ]  |
| 2008     | Темний лицар              | Крістофер Нолан | Legendary Pictures / DC Entertainment                           | Warner Bros.                        | 1 004 558 444      | [ 5 ]  |
| 2010     | Початок                   | Крістофер Нолан | Legendary Pictures                                              | Warner Bros.                        | 825 532 764        | [ 6 ]  |
| 2012     | Темний лицар повертається | Крістофер Нолан | Legendary Pictures / DC Entertainment                           | Warner Bros.                        | 1 081 041 287      | [ 7 ]  |
| 2013     | Людина зі сталі           | Зак Снайдер     | Legendary Pictures / DC Entertainment / Cruel and Unusual Films | Warner Bros.                        | 668 045 518        | [ 8 ]  |
| 2014     | Перевага                  | Воллі Пфістер   | Alcon Entertainment / DMG Entertainment / Straight Up Films     | Warner Bros.                        | 103 039 258        | [ 9 ]  |
| 2014     | Інтерстеллар              | Крістофер Нолан | Legendary Pictures / Lynda Obst Productions                     | Paramount Pictures / Warner Bros.   | 672 578 526        | [ 10 ] |
| 2017     | Дюнкерк                   | Крістофер Нолан | RatPac-Dune Entertainment / Canal+ / Ciné+ / StudioCanal        | Warner Bros.                        | 525 573 161        | [ 11 ] |
| 2020     | Тенет                     | Крістофер Нолан | Warner Bros.                                                    | Warner Bros.                        | 363 129 000        | [ 12 ] |
| 2023     | Оппенгеймер               | Крістофер Нолан | Universal Pictures / Atlas Entertainment                        | Universal Pictures                  | 972,444,774        | [ 13 ] |
| 2026     | Одіссея                   | Крістофер Нолан | Universal Pictures                                              | Universal Pictures                  |                    |        |
| Загалом: | Загалом:                  | Загалом:        | Загалом:                                                        | Загалом:                            | 5 770 183 787      | —      |